# Smyrna (Delaware)
Smyrna ist eine Kleinstadt, die zu einem Teil im Kent County und zum anderen im New Castle County im US-amerikanischen Bundesstaat Delaware liegt. Das U.S. Census Bureau hat bei der Volkszählung 2020 eine Einwohnerzahl von 12.883 ermittelt.

## Geschichte

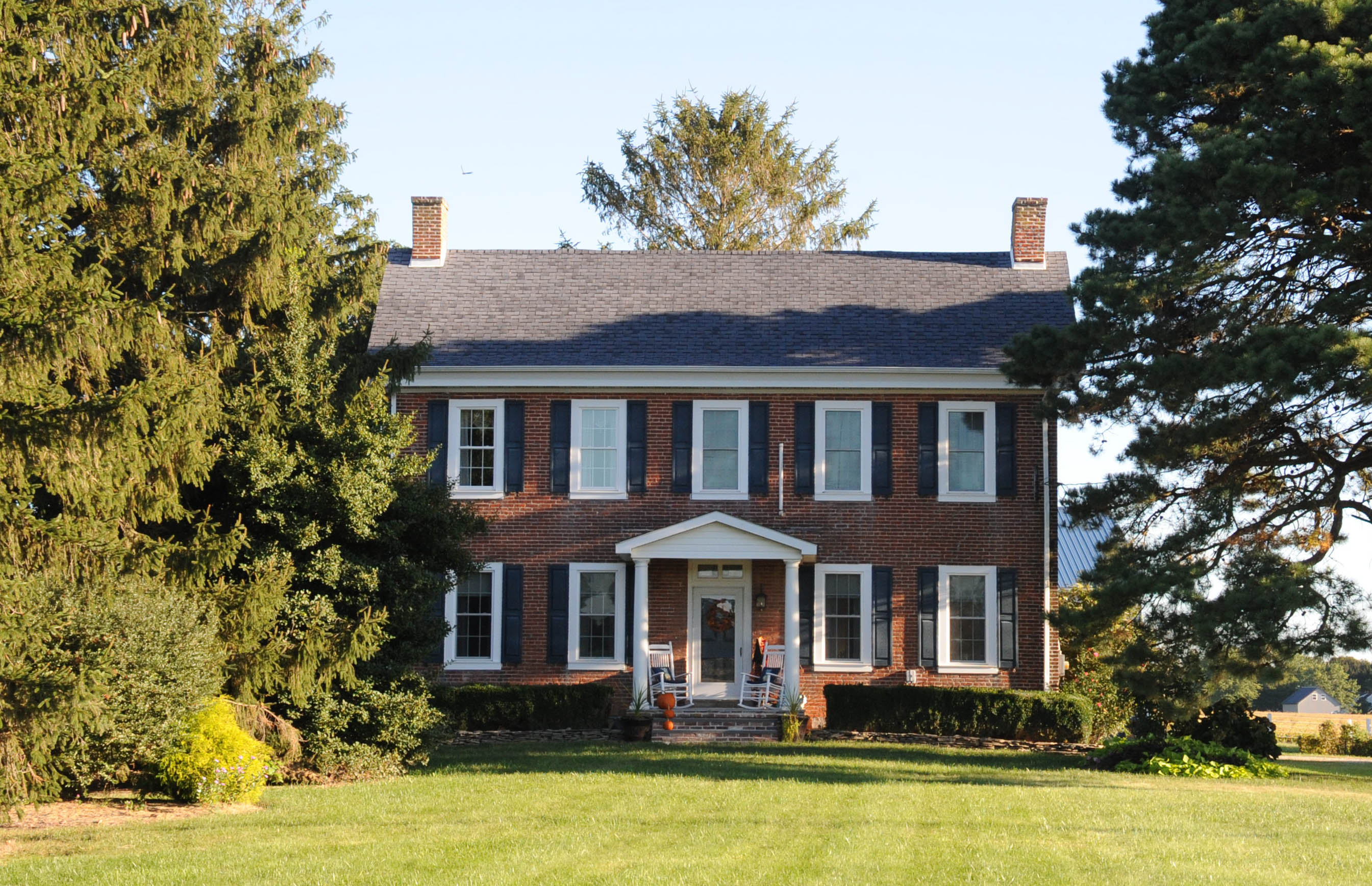
Das John M. Voshell House ist einer von 13 Einträgen der Ortschaft im NRHP.

13 Bauwerke und Stätten in Smyrna sind im National Register of Historic Places (NRHP) eingetragen (Stand 27. September 2018).

## Geografie
Smyrnas geographische Koordinaten sind 39° 18′ N, 75° 36′ W.
Nach den Angaben des United States Census Bureau hat die Stadt eine Gesamtfläche von 9,7 km², wovon 9,5 km² auf Land und 0,2 km² (= 2,13 %) auf Gewässer entfallen.

## Demografische Daten
Zum Zeitpunkt des United States Census 2000 bewohnten Smyrna 5679 Personen. Die Bevölkerungsdichte betrug 595,8 Personen pro km². Es gab 2242 Wohneinheiten, durchschnittlich 235,2 pro km². Die Bevölkerung Smyrnas bestand zu 72,88 % aus Weißen, 22,42 % Schwarzen oder African American, 0,51 % Native American, 0,56 % Asian, 0,07 % Pacific Islander, 1,44 % gaben an, anderen Rassen anzugehören und 2,11 % nannten zwei oder mehr Rassen. 3,42 % der Bevölkerung erklärten, Hispanos oder Latinos jeglicher Rasse zu sein.
Die Bewohner Smyrnas verteilten sich auf 2114 Haushalte, von denen in 36,7 % Kinder unter 18 Jahren lebten. 45,9 % der Haushalte stellten Verheiratete, 18,4 % hatten einen weiblichen Haushaltsvorstand ohne Ehemann und 30,8 % bildeten keine Familien. 24,9 % der Haushalte bestanden aus Einzelpersonen und in 10,4 % aller Haushalte lebte jemand im Alter von 65 Jahren oder mehr alleine. Die durchschnittliche Haushaltsgröße betrug 2,56 und die durchschnittliche Familiengröße 3,02 Personen.
Die Bevölkerung verteilte sich auf 27,1 % Minderjährige, 8,7 % 18–24-Jährige, 29,1 % 25–44-Jährige, 18,3 % 45–64-Jährige und 16,9 % im Alter von 65 Jahren oder mehr. Das Durchschnittsalter betrug 35 Jahre. Auf jeweils 100 Frauen entfielen 82,7 Männer. Bei den über 18-Jährigen entfielen auf 100 Frauen 77,0 Männer.
Das mittlere Haushaltseinkommen in Smyrna betrug 36.212 US-Dollar und das mittlere Familieneinkommen erreichte die Höhe von 42.355 US-Dollar. Das Durchschnittseinkommen der Männer betrug 32.500 US-Dollar, gegenüber 22.135 US-Dollar bei den Frauen. Das Pro-Kopf-Einkommen belief sich auf 17.443 US-Dollar. 10,5 % der Bevölkerung und 7,9 % der Familien hatten ein Einkommen unterhalb der Armutsgrenze, davon waren 14,0 % der Minderjährigen und 6,2 % der Altersgruppe 65 Jahre und mehr betroffen.

## Persönlichkeiten

### Söhne und Töchter der Stadt
- Thomas Collins (1732–1789), Präsident der Delaware General Assembly, Gouverneur von Delaware
- Louis McLane (1786–1857), Politiker, Senator, Finanz- und Außenminister
- John Bassett Moore (1860–1947), Richter am Ständigen Internationalen Gerichtshof
- Billy Bailey (1947–1996), letzter in den Vereinigten Staaten durch Hängen hingerichteter Mörder

### Persönlichkeiten mit Bezug zur Stadt
- James Williams (1825–1899), Politiker